# Прислуга
Прислуга (слуга, домашен работник, прислужник, домашен служител) се наричат работници, които вършат домакинска работа и обикновено живеят в дома на работодателя. В големите домове домашните работници може да са голям брой, като на всеки е поставена различна задача и съществува вътрешна йерархия. В миналото тази роля е изпълнявана от роби и крепостни.
Домашните помощници извършват различни битови услуги за дадено лице или семейство - предоставяне на грижи за деца и възрастни лица, почистване и поддръжка на домакинството. Други отговорности могат да включват готвене, пране и гладене, пазаруване на храна и други домакински поръчки. Такава работа винаги има необходимост да се свърши, но преди индустриалната революция и появата на устройства за спестяване на труда, това е физически много по-трудно.
В някои случаи приносът и уменията на служителите, чиято работа обхваща сложни задачи за управление в големи домакинства, са високо ценени. В по-голямата си част обаче работата в домашни условия е подценявана. Въпреки че в много страни има законодателство за защита на домашните работници, то често не се прилага и не се спазва. В много юрисдикции домашната работа е слабо регулирана и домашните работници са подложени на сериозни злоупотреби, включително робство.

## Галерия
- Шоколадовото момиче, Жан-Етиен Лиотар (1734–1744)
- Плакат на американска прислужница (1939)
- Младо момиче носи вода, Хайнрих Зиле (1929)
- Колониална вечеря, Уилям Хенри Джаксън (1895)